# Nanocthispa
Nanocthispa là một chi bọ cánh cứng trong họ Chrysomelidae.
Chi này được miêu tả khoa học năm 1947 bởi Monrós & Viana.

## Các loài
Chi này gồm các loài:
- Nanocthispa atra (Weise, 1922)